# آلن هاید
آلن هاید (انگلیسی: Allan Hyde؛ زادهٔ ۲۰ دسامبر ۱۹۸۹) هنرپیشه، خواننده، نویسنده، اهل دانمارک است.
از فیلم‌ها یا برنامه‌های تلویزیونی که وی در آن نقش داشته‌است می‌توان به موزیکال دبیرستان، دختر شرمسارگر اشاره کرد.